# تاو أوكاموتو
تاو أوكاموتو مواليد 22 مايو 1985 في اليابان، هي ممثلة يابانية بدأت مسيرتها الفنية عام 1999. لعبت دور البطولة في فيلم الوولفيرين مع هيو جاكمان.

## الأعمال
- الوولفيرين
- هانيبال
- باتمان ضد سوبرمان : فجر العدالة

## وصلات خارجية
- الموقع الإلكتروني
- تاو أوكاموتو على موقع IMDb (الإنجليزية)
- تاو أوكاموتو على موقع قاعدة بيانات الفيلم (الإنجليزية)